# 저작권 기호
저작권 기호(著作權記號), 카피라이트 심볼(copyright symbol), 카피라이트 사인(copyright sign), ©(저작권 표시를 위한 둥근 원의 대문자 C)는 작품을 위해 저작권 공고에 사용되는 기호이다. 이 기호는 세계 저작권 협약에 의해 기술된다. 이 기호는 베른 협약을 통해 인식되고 있으나 새 저작권을 표명하기 위해 대부분의 국가에서 더 이상 필수적인 것은 아니다.

## 디지털 표현
이 문자는 유니코드에서 U+00A9 © copyright sign로 매핑된다. 유니코드에는 U+24B8 Ⓒ circled latin capital letter c와 U+24D2 ⓒ circled latin small letter c 또한 있으며 이는 해당 문자와 모습이 유사하다.

### 문자 입력
© 기호가 일반 타자기나 ASCII에서 이용이 불가능하기 때문에 (C)라는 문자로 이 문자를 대략적으로 표현하는 것이 오랫동안 일상화되어왔으며 이는 1909년과 1976년 미국 저작권 사무소에 의해 널리 수용된 관습이다. 자동 교정 기능을 갖춘 워드 프로세싱 소프트웨어는 이 문자열 시퀀스를 인식하고 자동으로 단일 저작권 기호로 변환할 수 있다.
현대의 컴퓨터 시스템에서 © 기호는 다음 방법들 중 하나로 생성할 수 있다:
- 미국 국제 키보드 레이아웃(Windows, Linux, ChromeOS): AltGr+C
- 마이크로소프트 윈도우: Alt+0169[8]
- 맥: Option+g[9]
- 리눅스: ComposeOC.[10]
- 크롬 OS: Ctrl+⇧ Shift+u, 키에서 손 떼기, 00a9, 키에서 손 떼기, 이후 ↵ Enter 또는 Space.[11]
- HTML: &copyright; 또는 &#169;[12]

## 같이 보기
- 저작권